# مهرجان البيرة هيوستن
مهرجان البيرة هيوستن (المعروف أيضاً باسم the Houston Beer Fest) هُوَ مَهرجان بيرة سَنويّ تَمَّ عَقدُه في هيوستن، تكساس منذ عام 2011.

## وصلات خارجية
- الموقع الرسمي